# Yuvraj Singh
Pour les articles homonymes, voir Singh.

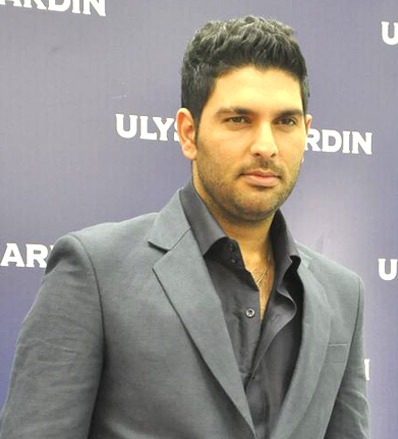
Yuvraj Singh

Yuvraj Singh (pendjabi : ਯੁਵਰਾਜ ਸਿੰਘ) est un joueur de cricket international indien né le 12 décembre 1981 à Chandigarh. Fils de Yograj Singh, lui aussi international, ce batteur débute avec l'équipe du Penjab en first-class cricket en 1997. Il est sélectionné pour la première fois avec l'équipe d'Inde en 2000 en One-day International puis en 2003 en Test cricket. Lors de l'édition inaugurale de l’ICC World Twenty20, en 2007, il devient seulement le quatrième joueur à réussir six sixes en une série de lancers adverse à haut niveau.
Le 10 juin 2019, Yuvraj a annoncé son retrait de toutes les formes de cricket. Il a représenté l'Inde pour la dernière fois en juin 2017, contre les Antilles.

## Biographie
Singh a écrit une autobiographie intitulée "The Test of My Life: From Cricket to Cancer and Back". Le livre a été publié en mars 2013 par Ebury Press et porte la référence ASIN B00BSS1KOI.

## Bilan sportif

### Principales équipes
|                               | Test        | ODI         | Twenty20    |
| ----------------------------- | ----------- | ----------- | ----------- |
| Inde                          | 2003 - 2012 | 2000 - 2017 | 2007 - 2017 |
| Asie                          | -           | 2007        | -           |
|                               | First-class | List A      | Twenty20    |
| Pendjab                       | 1996 -1997  | 1999 -2000  | 2006 - 2007 |
| Yorkshire County Cricket Club | 2003        | 2003        | 2003        |
| Kings XI Punjab               | -           | -           | 2008 - 2010 |
| Pune Warriors India           | -           | -           | 2011 - 2013 |

## Honneurs
- Performance de l'année en Twenty20 international aux ICC Awards 2008 pour ses six sixes en un over du lanceur anglais Stuart Broad[4]. Il a également eu l'honneur de donner le trophée de l'homme du match Suisse - Portugal (2-0) lors de l'Euro 2008 à Hakan Yakin à Bâle.